# Élections constituantes de 1946 dans le Rhône
Les élections constituantes françaises de 1946 se tiennent le 2 juin. Ce sont les deuxièmes élections constituantes, après le rejet du projet de Constitution française du 19 avril 1946 lors du référendum du 5 mai.

## Mode de scrutin
L'assemblée constituante est composée de 586 sièges pourvus au scrutin proportionnel plurinominal suivant la règle de la plus forte moyenne dans chaque département, sans panachage ni vote préférentiel.
Dans le département du Rhône, douze députés sont à élire. Les législateurs ne voulant pas que les circonscriptions dépassent les 10 sièges, le département est découpé en 2 circonscriptions :
- la première regroupe la ville de Lyon plus les cantons de Villeurbanne, Limonest et Neuville-sur-Saône. Elle est dotée de 8 sièges ;
- la deuxième regroupe le reste de l'arrondissement de Lyon et celui de Villefranche. Elle est dotée de 4 sièges.

## Élus
| Député sortant          | Parti | Parti   | Député élu ou réélu     | Parti | Parti   |
| ----------------------- | ----- | ------- | ----------------------- | ----- | ------- |
| 1re Circonscription     |       |         |                         |       |         |
| Julien Airoldi          |       | PCF     | Julien Airoldi          |       | PCF     |
| Auguste Hugonnier       |       | PCF     | Alfred Jules-Julien     |       | Rad-soc |
| Mathilde Méty           |       | PCF     | Mathilde Méty           |       | PCF     |
| André Philip            |       | SFIO    | André Philip            |       | SFIO    |
| Maurice Guérin          |       | MRP     | Maurice Guérin          |       | MRP     |
| Joannès Charpin         |       | MRP     | Joannès Charpin         |       | MRP     |
| Édouard Herriot         |       | Rad-soc | Édouard Herriot         |       | Rad-soc |
| Pierre Burgeot          |       | PRL     | Pierre Montel           |       | PRL     |
| 2e Circonscription      |       |         |                         |       |         |
| Eugène Montagnier       |       | PCF     | Eugène Montagnier       |       | PCF     |
| Jean Peissel            |       | MRP     | Jean Villard            |       | MRP     |
| Albert Lécrivain-Servoz |       | MRP     | Albert Lécrivain-Servoz |       | MRP     |
| Claudius Delorme        |       | Paysan. | Claudius Delorme        |       | Paysan. |

## Résultats

### 1recirconscription (Lyon)
| Parti    | Parti       | Tête de liste   | Résultats | Résultats | Sièges |  |
| Parti    | Parti       | Tête de liste   | Voix      | %         |        |  |
| -------- | ----------- | --------------- | --------- | --------- | ------ |  |
|          | RGR         | Édouard Herriot | 66 786    | 24,05     | 2 1    |  |
|          | PCF         | Julien Airoldi  | 66 758    | 24,04     | 2 1    |  |
|          | MRP         | Maurice Guérin  | 55 235    | 19,89     | 2      |  |
|          | SFIO        | André Philip    | 40 868    | 14,71     | 1      |  |
|          | PRL         | Pierre Montel   | 34 668    | 12,48     | 1      |  |
|          | Rép. Résis. | Bernard Lataste | 8 490     | 3,06      | -      |  |
|          | PCI         | Marc Paillet    | 4 949     | 1,78      | -      |  |
|          |             |                 |           |           |        |  |
| Inscrits | Inscrits    | Inscrits        | 348 890   | 100,00    | 8      |  |
| Votants  | Votants     | Votants         | 281 270   | 80,62     |        |  |
| Exprimés | Exprimés    | Exprimés        | 277 754   | 98,75     |        |  |

### 2ecirconscription (Villefranche)
| Parti    | Parti    | Tête de liste           | Résultats | Résultats | Sièges |  |
| Parti    | Parti    | Tête de liste           | Voix      | %         |        |  |
| -------- | -------- | ----------------------- | --------- | --------- | ------ |  |
|          | MRP      | Albert Lécrivain-Servoz | 38 962    | 28,58     | 2      |  |
|          | PCF      | Eugène Montagnier       | 28 884    | 21,19     | 1      |  |
|          | Paysan   | Claudius Delorme        | 27 360    | 20,07     | 1      |  |
|          | RGR      | Lucien Degoutte         | 18 973    | 13,92     | -      |  |
|          | SFIO     | André Morel             | 17 898    | 13,13     | -      |  |
|          | Gaull.   | Marcel Grossetti        | 4 241     | 3,11      | -      |  |
|          |          |                         |           |           |        |  |
| Inscrits | Inscrits | Inscrits                | 167 396   | 100,00    | 4      |  |
| Votants  | Votants  | Votants                 | 138 103   | 82,50     |        |  |
| Exprimés | Exprimés | Exprimés                | 136 318   | 98,71     |        |  |